# Nekrolog 4. Quartal 1908
Nekrolog
◄◄
| ◄
| 1904
| 1905
| 1906
| 1907
| 1908 | 1909 | 1910 | 1911 | 1912 | ► | ►►
1. Quartal |
2. Quartal |
3. Quartal |
4. Quartal 1908
Weitere Ereignisse | Allgemeiner Nekrolog 1908
Die Beschreibung der verstorbenen Person sollte so kurz wie möglich gehalten sein und nur deren signifikante Tätigkeit(en) enthalten.
Neue Namen ggf. auch unter dem Geburts- und Sterbedatum, also etwa unter 1. Januar und im Geburts- und Sterbejahr (2024) eintragen (nur bei entsprechender großer Wichtigkeit). Für Beispiele siehe die schon vorhandenen Artikel.
Außerdem über die fünf zuletzt Verstorbenen, zu denen es einen ausreichend guten Artikel für eine Präsentation auf der Hauptseite gibt, nach der todesbedingten Überarbeitung der Artikel ggf. auch unter Wikipedia Diskussion:Hauptseite informieren und sie am besten auch in den anderen Wikipedia-Sprachversionen eintragen. Tipp: Regelmäßig bei news.google.de nach „ist tot“, „gestorben“ oder „verstorben“ suchen.
Wenn eine Person gestorben ist, gibt es viele Seiten zu dieser Person in der Wikipedia, die davon auch betroffen sind und entsprechend aktualisiert werden müssen. Beispiele: Namenübersichtsseite, Geburtsjahr, Geburtsort-Seiten und viele mehr.
Wie finde ich die betroffenen Seiten?
Im Suchfeld auf der linken Seite gibt man den Suchbegriff so ein: „Vorname Nachname“. Dann klickt man auf Volltext und alle Seiten mit entsprechendem Suchtext werden aufgerufen. Hier sieht man dann schnell, wo auch das Todesjahr Sinn macht oder sogar ein Teil des Artikels angepasst werden muss. Auch hilft das „Werkzeug“ auf der linken Seite sehr gut, um solche Seiten aufzufinden: „Links auf diese Seite“. Somit ist die Wikipedia wieder aktuell in allen Bereichen! Hinweis: bei Eintragung der Kategorie „Gestorben JAHR“ wird der Missbrauchsfilter 49 ausgelöst, was jedoch nicht schlimm ist. Siehe: Spezial:Missbrauchsfilter/49
Dies ist eine Liste von im vierten Quartal 1908 verstorbenen bekannten Persönlichkeiten. Die Einträge erfolgen innerhalb der einzelnen Daten alphabetisch sortiert. Tiere sind im Nekrolog für Tiere zu finden.

## Oktober
| Tag         | Name                               | Beruf, bekannt als                                                                         | Alter | Beleg |
| ----------- | ---------------------------------- | ------------------------------------------------------------------------------------------ | ----- | ----- |
| 1. Oktober  | John W. Causey                     | US-amerikanischer Politiker                                                                | 67    |       |
| 2. Oktober  | Fausto Barreto                     | brasilianischer Romanist, Lusitanist, Brasilianist und Politiker                           | 55    |       |
| 2. Oktober  | Karl von Hertling                  | deutscher Forstbeamter auf Java                                                            | 65    |       |
| 2. Oktober  | Gustav Adolf Scheidt               | deutscher Unternehmer                                                                      |       |       |
| 3. Oktober  | Franz Tutzauer                     | deutscher Gewerkschafter und Politiker (SPD), MdR                                          | 56    |       |
| 4. Oktober  | Wilhelm Wickop                     | deutscher Gewerbelehrer und Architekt                                                      | 83    |       |
| 4. Oktober  | Carl Gustav Otto Christian Wrangel | schwedischer Hippologe                                                                     | 69    |       |
| 5. Oktober  | Friedrich Bezold                   | deutscher Mediziner auf dem Gebiet der Hals-Nasen-Ohrenheilkunde                           | 66    |       |
| 6. Oktober  | Jules Roguin                       | Schweizer Politiker                                                                        | 85    |       |
| 6. Oktober  | Adolf Wüllner                      | deutscher Physiker                                                                         | 73    |       |
| 7. Oktober  | Hans Otto von Gersdorff            | deutscher Rittergutsbesitzer und Politiker, MdR                                            | 44    |       |
| 9. Oktober  | Benjamin Franklin Junkin           | US-amerikanischer Politiker                                                                | 85    |       |
| 11. Oktober | Eppa Hunton                        | US-amerikanischer Politiker                                                                | 86    |       |
| 11. Oktober | Henry Drummond Wolff               | britischer Botschafter                                                                     |       |       |
| 12. Oktober | Joseph A. Scranton                 | US-amerikanischer Politiker                                                                | 70    |       |
| 12. Oktober | Hermann von Sperber                | deutscher Rittergutsbesitzer und Parlamentarier                                            | 68    |       |
| 13. Oktober | Antoinette von Sachsen-Altenburg   | Prinzessin von Sachsen-Altenburg, durch Heirat Herzogin von Anhalt                         | 70    |       |
| 13. Oktober | Daniel Coit Gilman                 | amerikanischer Journalist und Hochschulleiter                                              | 77    |       |
| 13. Oktober | Ernst Christian Johannes Schön     | Bürgermeister der Hansestadt Lübeck                                                        | 65    |       |
| 13. Oktober | Thomas Jefferson Wood              | US-amerikanischer Politiker                                                                | 64    |       |
| 14. Oktober | Paul Christoph Hennings            | deutscher Botaniker und Mykologe                                                           | 66    |       |
| 14. Oktober | Eduard Teutsch                     | deutscher Glasfabrikant und Politiker, MdR                                                 | 75    |       |
| 15. Oktober | Jakob Hermann Bockenheimer         | deutscher Arzt und Chirurg                                                                 | 70    |       |
| 15. Oktober | Julius Roßhirt                     | deutscher Wasserbauingenieur                                                               | 54    |       |
| 16. Oktober | Jean-Baptiste Berthier             | französischer Ordensgründer                                                                | 68    |       |
| 16. Oktober | Ignatz Lichtenstein                | ungarischer orthodoxer Rabbiner                                                            | 83    |       |
| 17. Oktober | William Harris Ashmead             | US-amerikanischer Entomologe                                                               | 53    |       |
| 17. Oktober | Adolf Fuchs                        | deutscher Verwaltungsbeamter und Richter                                                   | 75    |       |
| 17. Oktober | John J. Reynolds                   | US-amerikanischer Politiker                                                                | 95    |       |
| 18. Oktober | Nozu Michitsura                    | japanischer General                                                                        | 67    |       |
| 19. Oktober | Heinrich Pollak                    | österreichischer Journalist und Schriftsteller                                             | 74    |       |
| 20. Oktober | Friedrich Althoff                  | preußischer Kulturpolitiker                                                                | 69    |       |
| 20. Oktober | Cuthbert Collingwood               | britischer Naturforscher                                                                   | 81    |       |
| 20. Oktober | Adolf Jost                         | österreichischer Psychologe                                                                | 34    |       |
| 20. Oktober | Vaiben Solomon                     | australischer Politiker, Mitglied des Repräsentantenhauses und Premier von South Australia | 55    |       |
| 21. Oktober | Friedrich Wilke                    | deutscher Hutfrakbikant                                                                    | 79    |       |
| 22. Oktober | Artur Azevedo                      | brasilianischer Journalist und Schriftsteller                                              | 53    |       |
| 22. Oktober | Max Ittenbach                      | deutscher Staatsanwalt und Politiker                                                       | 77    |       |
| 22. Oktober | Oltmann Jaburg                     | deutscher Maler                                                                            | 78    |       |
| 22. Oktober | Arthur Jephson                     | britischer Afrikaforscher und Abenteurer                                                   | 49    |       |
| 22. Oktober | Victor Leydet                      | französischer Politiker                                                                    | 63    |       |
| 22. Oktober | Émile Maruéjouls                   | französischer Rechtsanwalt und Politiker                                                   | 71    |       |
| 22. Oktober | Johann Georg Waibel                | österreichischer Politiker; Landtagsabgeordneter und Bürgermeister                         | 80    |       |
| 25. Oktober | Lorenz Frølich                     | dänischer Maler                                                                            | 88    |       |
| 26. Oktober | Enomoto Takeaki                    | japanischer Admiral der Marine des Tokugawa-Shogunates                                     | 72    |       |
| 26. Oktober | Sergei Alexejewitsch Korowin       | russischer Maler und Illustrator                                                           | 50    |       |
| 26. Oktober | François-Désiré Mathieu            | französischer Kurienkardinal, Historiker und Schriftsteller                                | 69    |       |
| 26. Oktober | Allan Langdon McDermott            | US-amerikanischer Politiker                                                                | 54    |       |
| 26. Oktober | John Miller                        | US-amerikanischer Politiker                                                                | 64    |       |
| 27. Oktober | Salvador Casañas i Pagès           | Erzbischof von Barcelona                                                                   | 74    |       |
| 28. Oktober | Thomas S. Flood                    | US-amerikanischer Politiker                                                                | 64    |       |
| 29. Oktober | Silvije Strahimir Kranjčević       | kroatischer Schriftsteller                                                                 | 43    |       |
| 29. Oktober | Paul Reber                         | schweizerischer Architekt                                                                  | 72    |       |
| 30. Oktober | Thomas Greenway                    | kanadischer Politiker                                                                      | 70    |       |
| 30. Oktober | Friedrich Wilhelm Hild             | deutscher Politiker, Bürgermeister von Rüttenscheid                                        | 38    |       |
| 30. Oktober | Wenzel Ottokar Noltsch             | österreichischer Porträt-, Historien- und Kirchenmaler sowie Schriftsteller                | 73    |       |
| 30. Oktober | Caroline Schermerhorn Astor        | Grand Dame der New Yorker und Newporter Gesellschaft                                       | 78    |       |
| 31. Oktober | James Kerr                         | US-amerikanischer Politiker                                                                | 57    |       |

## November
| Tag          | Name                             | Beruf, bekannt als                                                                                        | Alter | Beleg |
| ------------ | -------------------------------- | --- | ----- | ----- |
| 1. November  | Edward Caird                     | schottischer Philosoph                                                                                    | 73    |       |
| 1. November  | Ludwig Carl Christian Koch       | deutscher Entomologe und Arachnologe                                                                      | 82    |       |
| 2. November  | Armand von Dumreicher            | österreichischer Politiker und Schulreformer                                                              | 63    |       |
| 2. November  | Josef Mayburger                  | österreichischer Maler, Lehrer und Lokalpolitiker                                                         | 94    |       |
| 3. November  | Harro Magnussen                  | deutscher Bildhauer                                                                                       | 47    |       |
| 4. November  | Tomás Estrada Palma              | erster kubanischer Präsident                                                                              |       |       |
| 4. November  | Richard Gerstl                   | österreichischer Porträt- und Landschaftsmaler                                                            | 25    |       |
| 4. November  | William P. Price                 | US-amerikanischer Politiker                                                                               | 73    |       |
| 4. November  | Rudolf Wilke                     | deutscher Zeichner und Karikaturist                                                                       | 35    |       |
| 5. November  | Antonio Gabrini                  | italienisch-schweizerischer Politiker                                                                     | 94    |       |
| 5. November  | Maximilian Gereon Graf von Galen | deutscher Theologe, Weihbischof im Bistum Münster                                                         | 76    |       |
| 5. November  | Andrew Graham                    | irischer Astronom                                                                                         | 93    |       |
| 5. November  | Ernest Hébert                    | französischer Maler                                                                                       | 91    |       |
| 5. November  | Philipp von Pfeiffer             | deutscher katholischer Priester, Domkapitular, Dompropst, Generalvikar                                    | 78    |       |
| 6. November  | Wilhelm Nördlinger               | deutscher Ingenieur                                                                                       | 87    |       |
| 7. November  | Alfred Ditte                     | französischer Chemiker                                                                                    | 65    |       |
| 7. November  | Hermann Franz                    | deutscher Landwirtschafts-Wanderlehrer und Vereinssekretär in Thüringen                                   | 67    |       |
| 7. November  | Daniel Myers Van Auken           | US-amerikanischer Politiker                                                                               | 82    |       |
| 7. November  | Nathaniel Orr                    | US-amerikanischer Xylograf                                                                                | 86    |       |
| 7. November  | Karl Wenig                       | deutscher Ingenieur des Bauwesens und preußischer Bahnbeamter                                             | 63    |       |
| 7. November  | Alfred von Werthern              | preußischer Generalmajor und Chronist der Familie von Werthern                                            | 66    |       |
| 8. November  | William Edward Ayrton            | britischer Physiker                                                                                       | 61    |       |
| 8. November  | Edward W. Carmack                | US-amerikanischer Politiker (Demokratische Partei)                                                        | 50    |       |
| 8. November  | Victorien Sardou                 | französischer Dramatiker                                                                                  | 77    |       |
| 8. November  | Friedrich Schmidt                | russisch-baltischer Geologe                                                                               | 76    |       |
| 8. November  | Eduard Wölfflin                  | Schweizer Klassischer Philologe                                                                           | 77    |       |
| 9. November  | Joseph Joel Duveen               | britischer Kunsthändler                                                                                   | 65    |       |
| 9. November  | Jacques Kehrer                   | Schweizer Architekt                                                                                       | 54    |       |
| 9. November  | Arnold Künzli                    | Schweizer Politiker                                                                                       | 76    |       |
| 9. November  | Otto von Strubberg               | preußischer General der Infanterie                                                                        | 87    |       |
| 10. November | Johann Friedrich Borchmann       | deutscher Lehrer und Botaniker                                                                            | 81    |       |
| 10. November | Gustav Droysen                   | deutscher Historiker                                                                                      | 70    |       |
| 11. November | Johann Lotz                      | deutscher Kommunalpolitiker, Bürgermeister und Mitglied des Provinziallandtages der Provinz Hessen-Nassau | 88    |       |
| 11. November | Ludwig Wachler                   | deutscher Richter und Staatsanwalt                                                                        | 72    |       |
| 12. November | Gustav Tafel                     | Bürgermeister von Cincinnati, Rechtsanwalt und Offizier im Amerikanischen Bürgerkrieg                     | 78    |       |
| 14. November | Ernest Favenc                    | britischer Entdecker                                                                                      | 63    |       |
| 14. November | Guangxu                          | Kaiser von China                                                                                          | 37    |       |
| 14. November | Dietrich von Hülsen-Haeseler     | preußischer General der Infanterie                                                                        | 56    |       |
| 14. November | Alexei Alexandrowitsch Romanow   | russischer Großfürst, Sohn von Zar Alexander II.                                                          | 58    |       |
| 15. November | Julius Victor Carstens           | deutscher Maler                                                                                           | 58    |       |
| 15. November | Cixi                             | chinesische Nebenfrau des Mandschu-Kaisers Xianfeng und Kaiserinmutter                                    | 72    |       |
| 15. November | Edward D. Hayden                 | US-amerikanischer Politiker                                                                               | 74    |       |
| 15. November | Christoph Heinrich Hirzel        | Buchautor, Erfinder, Hochschullehrer und Unternehmer                                                      | 80    |       |
| 15. November | Katharina Lanner                 | österreichisch-britische Tänzerin                                                                         | 79    |       |
| 15. November | Johann Heinrich Nickel           | deutscher Kaufmann und Politiker (DFP), MdR                                                               | 79    |       |
| 15. November | Hermann von Schelling            | deutscher Jurist und Politiker                                                                            | 84    |       |
| 16. November | Bernhard Arthur Erdmann          | deutscher Mediziner                                                                                       | 78    |       |
| 16. November | Henri-Gustave Joly de Lotbinière | kanadischer Politiker                                                                                     | 78    |       |
| 16. November | Robert Burns Smith               | US-amerikanischer Politiker, Gouverneur von Montana                                                       | 53    |       |
| 17. November | William S. McKinnon              | US-amerikanischer Geschäftsmann und Politiker                                                             | 55    |       |
| 17. November | Richard Rühlmann                 | deutscher Mathematiker, Pädagoge und Politiker                                                            | 62    |       |
| 17. November | Lydia Thompson                   | britische Tänzerin                                                                                        | 70    |       |
| 18. November | Anton Brenek                     | österreichischer Bildhauer                                                                                | 60    |       |
| 18. November | Erich Wolf Degner                | deutscher Pädagoge                                                                                        | 50    |       |
| 18. November | Ernest Hamy                      | französischer Anthropologe und Ethnologe                                                                  | 66    |       |
| 19. November | Mathias Bersohn                  | polnisch-jüdischer Industrieller, Bankier, Historiker und Kunstsammler                                    |       |       |
| 19. November | Robert Glassby                   | englischer Bildhauer                                                                                      |       |       |
| 19. November | Franz Ibl                        | österreichischer Montanist                                                                                | 48    |       |
| 19. November | Darwin R. James                  | US-amerikanischer Politiker                                                                               | 74    |       |
| 19. November | Georges de Laire                 | französischer Chemiker                                                                                    | 72    |       |
| 20. November | Albert Dietrich                  | deutscher Komponist                                                                                       | 79    |       |
| 20. November | Karl Haberl                      | österreichischer Politiker, Bürgermeister von Wiener Neustadt, Landmarschall-Stellvertreter von NÖ        | 75    |       |
| 20. November | Friedrich Graf von Rhena         | deutscher Diplomat                                                                                        | 31    |       |
| 20. November | Georgi Feodosjewitsch Woronoi    | russischer Mathematiker                                                                                   | 40    |       |
| 21. November | Hermine Claar-Delia              | österreichische Theaterschauspielerin                                                                     | 64    |       |
| 22. November | Paul Taffanel                    | französischer Flötist und Komponist                                                                       | 64    |       |
| 24. November | Charles Baltet                   | französischer Baumschulbesitzer und Pomologe                                                              | 78    |       |
| 25. November | Max Josef Beer                   | österreichischer Komponist                                                                                | 57    |       |
| 25. November | Jantje Wilms Brinkmann           | ostfriesische Werbeikone                                                                                  | 105   |       |
| 25. November | Matthäus Risch                   | Schweizer Landwirt und Politiker                                                                          | 77    |       |
| 26. November | Silas Hare                       | US-amerikanischer Politiker                                                                               | 81    |       |
| 27. November | Knud Bergslien                   | norwegischer Maler                                                                                        | 81    |       |
| 27. November | Lothar von den Brincken          | preußischer Verwaltungsbeamter und Rittergutsbesitzer                                                     | 72    |       |
| 27. November | Jean Albert Gaudry               | französischer Geologe und Paläontologe                                                                    | 81    |       |
| 27. November | Leo Kofler                       | einer der Begründer der Atemtherapie                                                                      | 81    |       |
| 28. November | John L. Gibbs                    | US-amerikanischer Politiker                                                                               | 70    |       |
| 28. November | Theodor Inama von Sternegg       | deutsch-österreichischer Staatswissenschaftler, Statistiker und Wirtschaftshistoriker                     | 65    |       |
| 28. November | Louis Ody                        | Schweizer Politiker und Staatsrat des Kantons Freiburg                                                    | 39    |       |
| 29. November | Paul Fliche                      | französischer Paläobotaniker und Botaniker                                                                | 72    |       |
| 30. November | Alexander Bucher                 | sächsischer Generalmajor                                                                                  | 70    |       |

## Dezember
| Tag          | Name                             | Beruf, bekannt als                                                                                           | Alter | Beleg |
| ------------ | -------------------------------- | --- | ----- | ----- |
| 1. Dezember  | Léon Hanolet                     | belgischer Offizier und leitender Angestellter des Kongo-Freistaats                                          | 49    |       |
| 1. Dezember  | Leonidas von Popp                | österreichischer Offizier (General der Infanterie), Lehrer, Generaladjutant und Vorstand der Militärakademie | 77    |       |
| 2. Dezember  | Franz Maria Doppelbauer          | Bischof von Linz, Rektor des Collegio Teutonico di Santa Maria dell’Anima                                    | 63    |       |
| 2. Dezember  | Ilse Frapan                      | deutsche Schriftstellerin                                                                                    | 59    |       |
| 2. Dezember  | Cölestin Recla                   | Meraner Baumeister                                                                                           | 66    |       |
| 2. Dezember  | John Taylor                      | US-amerikanischer Sprinter                                                                                   | 26    |       |
| 4. Dezember  | Max Arnhold                      | deutscher Bankier                                                                                            | 63    |       |
| 4. Dezember  | William G. Donnan                | US-amerikanischer Politiker                                                                                  | 74    |       |
| 5. Dezember  | Charles Edward Beevor            | englischer Anatom                                                                                            | 54    |       |
| 5. Dezember  | Sebastian Geist                  | deutscher Uhrmacher                                                                                          | 91    |       |
| 5. Dezember  | George Henry Kinahan             | irischer Geologe                                                                                             | 78    |       |
| 5. Dezember  | Leopold Schrödl                  | österreichischer Bildhauer                                                                                   | 67    |       |
| 6. Dezember  | Eduard von Rindfleisch           | deutscher Pathologe                                                                                          | 71    |       |
| 7. Dezember  | Louisa Sophia Goldsmid           | britische Feministin                                                                                         | 89    |       |
| 8. Dezember  | John Baird                       | britischer Admiral der Royal Navy                                                                            | 76    |       |
| 8. Dezember  | Edward Carrington Venable        | US-amerikanischer Politiker                                                                                  | 55    |       |
| 8. Dezember  | Josef Zemp                       | Schweizer Politiker                                                                                          | 74    |       |
| 9. Dezember  | Oliver Wolcott Gibbs             | US-amerikanischer Chemiker                                                                                   | 86    |       |
| 10. Dezember | Julius Dammann                   | deutscher Geistlicher und Schriftsteller                                                                     | 68    |       |
| 10. Dezember | Edmund Hügel                     | österreichischer Politiker                                                                                   | 67    |       |
| 10. Dezember | Wilhelm Johann Krafft            | Siebenbürger Verleger                                                                                        | 75    |       |
| 10. Dezember | Emil von Schelhorn               | bayerischer Offizier                                                                                         | 80    |       |
| 12. Dezember | René von Boch-Galhau             | deutscher Unternehmer; Gesellschafter von Villeroy & Boch                                                    | 65    |       |
| 12. Dezember | Hermann Jahnke                   | deutscher Lehrer und Autor                                                                                   | 63    |       |
| 13. Dezember | Charles Landelle                 | französischer Maler                                                                                          | 87    |       |
| 13. Dezember | Augustus Le Plongeon             | britischer Fotograf und Hobby-Archäologe                                                                     | 83    |       |
| 14. Dezember | Emilio Brusa                     | italienischer Rechtsgelehrter und Senator                                                                    | 65    |       |
| 15. Dezember | Lowes Cato Dickinson             | britischer Porträtmaler                                                                                      | 89    |       |
| 15. Dezember | Rudolf von Liechtenstein         | österreichischer General, kaiserlicher Obersthofmeister und Komponist                                        | 70    |       |
| 16. Dezember | American Horse II                | Häuptling der Oglala-Lakota                                                                                  |       |       |
| 17. Dezember | Louis Krause                     | deutscher Unternehmer                                                                                        | 64    |       |
| 18. Dezember | Carl Haack                       | deutscher Fotograf                                                                                           | 67    |       |
| 18. Dezember | Johann von Medinger              | österreichischer Industrieller                                                                               | 62    |       |
| 19. Dezember | Hermann Eilsberger               | deutscher evangelischer Theologe                                                                             | 71    |       |
| 19. Dezember | Georg Kruse                      | deutscher Schauspieler und Schriftsteller                                                                    | 78    |       |
| 19. Dezember | Victor Lécot                     | französischer Kardinal                                                                                       | 77    |       |
| 19. Dezember | Eugene F. Loud                   | US-amerikanischer Politiker                                                                                  | 61    |       |
| 19. Dezember | Hermann Wildpret                 | Schweizer Gärtner und Botaniker                                                                              | 74    |       |
| 20. Dezember | Francis P. Fleming               | US-amerikanischer Politiker                                                                                  | 67    |       |
| 20. Dezember | George Gore                      | englischer Dozent für Chemie und Experimentalphysik                                                          | 82    |       |
| 20. Dezember | Benjamin Ipavec                  | slowenischer Komponist und Mediziner                                                                         | 78    |       |
| 21. Dezember | Philipp Keller                   | deutscher Landwirt und Politiker, MdR                                                                        | 50    |       |
| 22. Dezember | Georg Christian von Lobkowitz    | böhmischer Adeliger und Politiker                                                                            | 73    |       |
| 22. Dezember | John Stephen Michaud             | US-amerikanischer Geistlicher, Bischof von Burlington                                                        | 65    |       |
| 22. Dezember | Cyrus Reed Teed                  | US-amerikanischer Arzt und Neuoffenbarer                                                                     | 69    |       |
| 23. Dezember | Joseph Echteler                  | deutscher Bildhauer                                                                                          | 55    |       |
| 23. Dezember | Dedo von Krosigk                 | preußischer Generalmajor                                                                                     | 60    |       |
| 23. Dezember | Perceval de Loriol               | Schweizer Paläontologe                                                                                       | 80    |       |
| 23. Dezember | Theodor Tecklenburg              | hessischer Bergfachmann und Abgeordneter des Großherzogtums Hessen                                           | 69    |       |
| 24. Dezember | Theodor Dietze                   | deutscher Kaufmann und Politiker                                                                             | 84    |       |
| 24. Dezember | François-Auguste Gevaert         | belgischer Komponist und Musikschriftsteller                                                                 | 80    |       |
| 24. Dezember | Anton Pieper                     | deutscher Kirchenhistoriker                                                                                  | 54    |       |
| 24. Dezember | Evelyn Greenleaf Sutherland      | US-amerikanische Journalistin und Schriftstellerin                                                           | 53    |       |
| 25. Dezember | Charles Baud                     | Schweizer Politiker                                                                                          | 83    |       |
| 25. Dezember | Anton Semjonowitsch Budilowitsch | russischer Slawist und Politiker                                                                             | 62    |       |
| 25. Dezember | Bernhard Turley                  | deutscher Bergbaubeamter                                                                                     | ≈77   |       |
| 26. Dezember | Robert C. Davey                  | US-amerikanischer Politiker                                                                                  | 55    |       |
| 26. Dezember | Richard Pischel                  | deutscher Indologe                                                                                           | 59    |       |
| 26. Dezember | Nicola Racke                     | deutscher Weinhändler und Politiker (Zentrum), MdR                                                           | 61    |       |
| 26. Dezember | Claus Spreckels                  | US-amerikanischer Zuckerfabrikant                                                                            | 80    |       |
| 27. Dezember | Arnold Hesse                     | deutscher Richter am Reichsgericht                                                                           | 70    |       |
| 27. Dezember | Louis Homilius                   | russlanddeutscher Organist, Cellist und Dirigent                                                             | 63    |       |
| 27. Dezember | Charles E. Phelps                | US-amerikanischer Politiker                                                                                  | 75    |       |
| 28. Dezember | Charles Marley Anderson          | US-amerikanischer Politiker                                                                                  | 63    |       |
| 28. Dezember | Ludwig Euler                     | deutscher Stadtbaumeister in Worms                                                                           | 78    |       |
| 28. Dezember | Otto Henning                     | deutscher Druckereibesitzer und Politiker, MdR                                                               | 75    |       |
| 29. Dezember | Friedrich Grub                   | deutscher Landwirt und Politiker (DP), MdR                                                                   | 75    |       |
| 29. Dezember | Christian Havestadt              | deutscher Bauingenieur                                                                                       | 56    |       |
| 29. Dezember | Gustav Kelterborn                | Schweizer Architekt                                                                                          | 67    |       |
| 30. Dezember | Alfred Baldamus                  | deutscher Pädagoge und Historiker                                                                            | 52    |       |
| 30. Dezember | August Klönne                    | deutscher Ingenieur und Unternehmer                                                                          | 59    |       |
| 31. Dezember | Heinrich Albert                  | deutscher Chemiker und Industrieller                                                                         | 73    |       |
| 31. Dezember | Emil Egli                        | Schweizer reformierter Theologe und Kirchenhistoriker                                                        | 60    |       |
| 31. Dezember | Charles W. Gillet                | US-amerikanischer Politiker                                                                                  | 68    |       |
| 31. Dezember | Franz Preuschen von Liebenstein  | deutscher Gynäkologe                                                                                         | 63    |       |
| Dezember     | Ludwig Habicht                   | deutscher Schriftsteller und Journalist                                                                      | 78    |       |